# 안탈 도라티

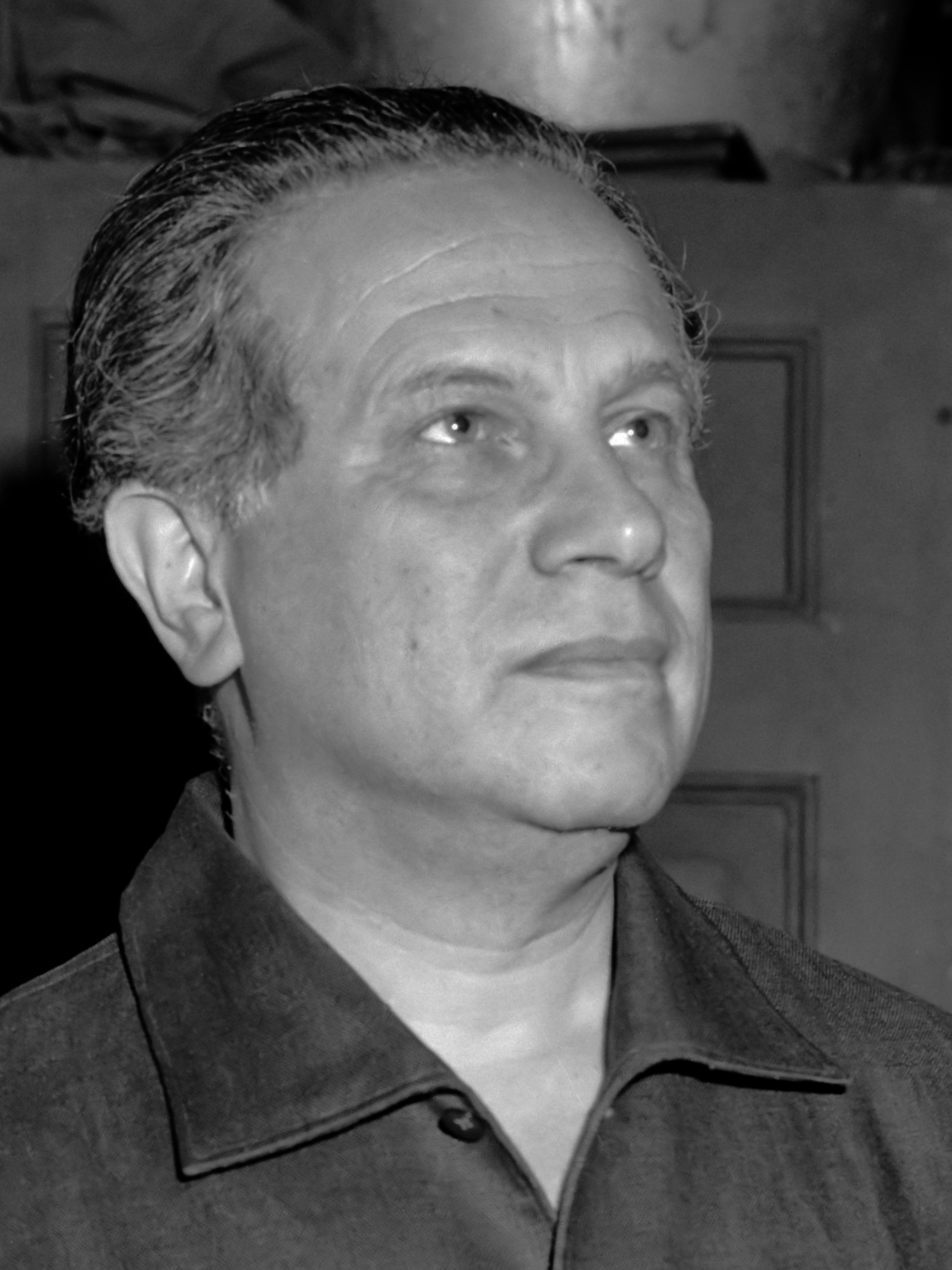
안탈 도라티 (1962년)

안탈 도라티(헝가리어: Doráti Antal 도라티 언털[*], 1906년 4월 9일 ~ 1988년 11월 13일)는 헝가리에서 태어난 미국의 지휘자이자 작곡가이다.
도라티는 부다페스트에서 부다페스트 관현악단의 바이올린 연주가의 아들로 태어났다. 프란츠 리스트 아카데미에서 코다이 졸탄과 베이네르 레오에게 작곡을 배우고 버르토크 벨러에게 피아노를 배웠다. 1924년 부다페스트 로얄 오페라에서 지휘 생활을 시작했다.
나중에 RCA가 된 His Master's Voice와 런던 교향악단의 녹음을 시작으로, 600개 이상의 녹음을 남겼다. 요제프 하이든의 교향곡 전곡을 최초로 녹음했다. 이와 함께 작업한 필하모니아 웅가리카(Philharmonia Hungarica)는 소련의 헝가리 침공을 피해 망명한 음악가들로 이루어졌다. 이 뿐 아니라 버르토크와 차이콥스키 등의 녹음이 유명하다.
그는 1947년에 미국 시민권을 얻었으며, 1983년 대영 제국 훈장 명예 2등급(honorary KBE, 외국인대상 정원외)을 받았다.